# Cheikhou Kouyaté
Cheikhou Kouyaté (Dakar, 21 december 1989) is een Senegalese voetballer die doorgaans als verdedigende middenvelder speelt. Hij verruilde West Ham United in augustus 2018 voor Crystal Palace, dat circa €10.000.000,- voor hem betaalde. Kouyaté debuteerde in 2012 in het Senegalees voetbalelftal. In augustus 2013 verkreeg hij ook de Belgische nationaliteit.

## Carrière

### Jeugd
Kouyaté sloot zich als kind aan bij AS Yego. De tiener werd er in 2006 ontdekt door FC Brussels. Kouyaté trok in september naar België, testte er bij de beloften en kreeg in november een contract aangeboden. Bij Brussels vond hij onder meer zijn land- en leeftijdgenoot Moussa Gueye terug.

### FC Brussels
Tijdens het seizoen 2007/08 werd trainer Albert Cartier ontslagen en vervangen door Franky Van der Elst. Vanaf dan kreeg de Senegalees meer speelkansen. Een ernstige blessure zorgde ervoor dat hij een tijd out was. Terwijl hij revalideerde, werd hij niet meer uitbetaald door het bestuur van de club. Kouyaté, die inmiddels op de interesse van RSC Anderlecht kon rekenen, wilde om die reden transfervrij vertrekken. Brussels weigerde de middenvelder gratis te laten vertrekken, waarna er een rechtszaak volgde. Kouyaté kreeg gelijk van de rechter en mocht zijn contract verbreken.

### KV Kortrijk
Kouyaté tekende in de zomer van 2008 een contract voor vier seizoenen bij RSC Anderlecht. De club leende hem meteen uit aan promovendus KV Kortrijk. Onder trainer Hein Vanhaezebrouck werd Kouyaté een vaste waarde bij de West-Vlamingen.

### RSC Anderlecht
Na zijn terugkeer kreeg Kouyaté meer speelkansen van trainer Ariël Jacobs. Hij veroverde dat seizoen zijn eerste landstitel met RSC Anderlecht. In juli 2010 nam paars-wit het voor de supercup op tegen AA Gent. Hij scoorde het enige doelpunt van de wedstrijd.
In het seizoen 2010/11 kreeg Kouyaté er concurrentie voor zijn positie bij van Sacha Kljestan en stond hij steeds vaker naast het veld. Vanaf dan werd hij omgevormd tot centrale verdediger. In 2012 won hij met de Brusselaars zijn tweede titel. Hij werd dat seizoen ook tweede in het referendum van de Ebbenhouten Schoen. In de loop van het seizoen 2012/13 kon hij op de interesse rekenen van onder meer Newcastle United, Zenit Sint-Petersburg, Anzji Machatsjkala en Borussia Dortmund. Tijdens het seizoen 2012/13 vormde hij een vast duo centraal achterin met nieuwkomer Bram Nuytinck. Kouyaté won zijn derde landstitel met RSC Anderlecht op 19 mei 2013. In het seizoen 2013/14 haalde hij zijn vierde titel binnen.

### West Ham United FC
Op 18 mei 2014 tekende Kouyaté een contract bij West Ham United, dat hem voor ongeveer 8 miljoen euro overnam.

## Clubstatistieken
| Seizoen | Club            | Land              | Competitie         | Competitie | Competitie | Beker | Beker | Supercup | Supercup | Europees | Europees | Totaal | Totaal |
| Seizoen | Club            | Land              | Competitie         | Wed.       | Dlp.       | Wed.  | Dlp.  | Wed.     | Dlp.     | Wed.     | Dlp./    | Wed.   | Dlp.   |
| ------- | --------------- | ----------------- | ------------------ | ---------- | ---------- | ----- | ----- | -------- | -------- | -------- | -------- | ------ | ------ |
| 2007/08 | FC Brussels     | Vlag van België   | Jupiler Pro League | 10         | 0          | 0     | 0     | —        | —        | —        | —        | 10     | 0      |
| 2008/09 | RSC Anderlecht  | Vlag van België   | Jupiler Pro League | 0          | 0          | 0     | 0     | 0        | 0        | 0        | 0        | 0      | 0      |
| 2008/09 | → KV Kortrijk   | Vlag van België   | Jupiler Pro League | 26         | 3          | 4     | 0     | —        | —        | —        | —        | 30     | 3      |
| 2009/10 | RSC Anderlecht  | Vlag van België   | Jupiler Pro League | 21         | 1          | 3     | 1     | —        | —        | 9        | 0        | 33     | 2      |
| 2010/11 | RSC Anderlecht  | Vlag van België   | Jupiler Pro League | 23         | 1          | 2     | 0     | 1        | 1        | 7        | 0        | 33     | 2      |
| 2011/12 | RSC Anderlecht  | Vlag van België   | Jupiler Pro League | 38         | 0          | 0     | 0     | —        | —        | 10       | 0        | 48     | 0      |
| 2012/13 | RSC Anderlecht  | Vlag van België   | Jupiler Pro League | 33         | 1          | 4     | 0     | 0        | 0        | 8        | 0        | 45     | 1      |
| 2013/14 | RSC Anderlecht  | Vlag van België   | Jupiler Pro League | 38         | 1          | 2     | 0     | 1        | 0        | 6        | 0        | 47     | 1      |
| 2014/15 | West Ham United | Vlag van Engeland | Premier League     | 31         | 4          | 1     | 0     | —        | —        | —        | —        | 32     | 4      |
| 2015/16 | West Ham United | Vlag van Engeland | Premier League     | 34         | 5          | 6     | 0     | —        | —        | 2        | 0        | 42     | 5      |
| 2016/17 | West Ham United | Vlag van Engeland | Premier League     | 31         | 1          | 2     | 1     | –        | –        | 3        | 2        | 36     | 4      |
| 2017/18 | West Ham United | Vlag van Engeland | Premier League     | 33         | 2          | 3     | 0     | –        | –        | –        | –        | 36     | 2      |
| 2018/19 | Crystal Palace  | Vlag van Engeland | Premier League     | 31         | 0          | 6     | 0     | –        | –        | –        | –        | 37     | 0      |
| 2019/20 | Crystal Palace  | Vlag van Engeland | Premier League     | 35         | 1          | 1     | 0     | –        | –        | –        | –        | 36     | 1      |
| 2020/21 | Crystal Palace  | Vlag van Engeland | Premier League     | 36         | 1          | 1     | 0     | –        | –        | –        | –        | 37     | 1      |
| 2021/22 | Crystal Palace  | Vlag van Engeland | Premier League     | 17         | 0          | 1     | 0     | –        | –        | –        | –        | 18     | 0      |
| Totaal  | Totaal          | Totaal            | Totaal             | 437        | 21         | 36    | 2     | 2        | 1        | 45       | 2        | 520    | 26     |

## Interlandcarrière
Kouyaté maakte in februari 2012 zijn debuut voor de nationale ploeg van Senegal in een vriendschappelijk duel tegen Zuid-Afrika. In de zomer van 2012 nam hij deel aan de Olympische Spelen in Londen. Senegal werd in de kwartfinale uitgeschakeld door Mexico. Kouyaté werd op de Spelen ingezet als middenvelder en kwam in totaal vier keer in actie. Daardoor miste hij begin van het seizoen 2012/13. Kouyaté vertegenwoordigde zijn vaderland bij het WK voetbal 2018 in Rusland, waar Senegal was ingedeeld in groep H, samen met Polen, Colombia en Japan. Na een 2–1 zege op Polen, dankzij de winnende treffer van M'Baye Niang, speelde de West-Afrikaanse ploeg met 2–2 gelijk tegen Japan, waarna in de slotwedstrijd op 28 juni met 1–0 verloren werd van groepswinnaar Colombia. De selectie van bondscoach Aliou Cissé eindigde in punten en doelpunten exact gelijk met nummer twee Japan, maar moest desondanks toch naar huis: Senegal werd het eerste land dat op basis van de Fair Play-regels werd uitgeschakeld, omdat de ploeg iets meer gele kaarten kreeg dan Japan. Mede daardoor beleefde het Afrikaanse continent de slechtste WK sinds 1982. Kouyaté speelde mee in alle drie de WK-duels, en fungeerde als aanvoerder van de ploeg.

## Erelijst
| Kampioen Eerste klasse | 4x | 2009/10, 2011/12, 2012/13, 2013/14 |
| Belgische Supercup     | 3x | 2010, 2012, 2013                   |

## Trivia
- Kouyaté zou uiterlijk op de gewezen Frans-Senegalese middenvelder Patrick Vieira gelijken en zijn speelstijl werd door analist en trainer Sam Allardyce met die van Vieira vergeleken.[5] Zijn bijnaam onder Anderlecht-supporters was "Le Vieira Anderlechtois" ("de Vieira van Anderlecht").
- Hij kreeg in september 2014 de prijs "speler van de maand" toegekend door zijn club West Ham United.
- De Senegalees Christophe Diandy belandde op aanraden van Kouyaté bij Anderlecht.
- Kouyaté heeft ook een Frans paspoort.
- Hij is de neef van voetballer Seydou Kouyaté.
- In januari 2013 won zijn ploegmaat Dieumerci Mbokani de Gouden Schoen 2012. Omdat Mbokani op dat moment in Zuid-Afrika zat in verband met de Afrika Cup, nam Kouyaté de schoen in ontvangst.